# Тајланд на Светском првенству у атлетици на отвореном 2015.
Тајланд је учествовао на Светском првенству у атлетици на отвореном 2015. одржаном у Пекингу од 22. до 30. августа петнаести пут, односно учествовао је на свим првенствима до данас. Репрезентацију Тајланда представљала су два такмичара (1 мушкарац и 1 жена), који су се такмичили у две дисциплине.,
На овом првенству представници Тајланд нису освојили ниједну медаљу, нити је оборен неки рекорд.

## Учесници
| Мушкарци: - Lac Jamras Rittidet — 110 м препоне | Жене: - Субенрат Инсаенг — Бацање диска |  |

## Резултати

### Мушкарци
| Атлетичар           | Дисциплина    | Лични рекорд | Квалификације | Квалификације | Полуфинале           | Полуфинале           | Финале               | Финале       | Детаљи                                      |
| Атлетичар           | Дисциплина    | Лични рекорд | Резултат      | Место         | Резултат             | Место                | Резултат             | Место        | Детаљи                                      |
| ------------------- | ------------- | ------------ | ------------- | ------------- | -------------------- | -------------------- | -------------------- | ------------ | ------------------------------------------- |
| Lac Jamras Rittidet | 100 м препоне | 13,61 НР     | 14,00         | 6. у гр. 1    | Није се квалификовао | Није се квалификовао | Није се квалификовао | 35 / 37 (42) | Архивирано на веб-сајту (27. децембар 2015) |

### Жене
| Атлетичарка      | Дисциплина   | Лични рекорд | Квалификације | Квалификације | Финале                | Финале  | Детаљи |
| Атлетичарка      | Дисциплина   | Лични рекорд | Резултат      | Место         | Резултат              | Место   | Детаљи |
| ---------------- | ------------ | ------------ | ------------- | ------------- | --------------------- | ------- | ------ |
| Субенрат Инсаенг | Бацање диска | 60,09 НР     | 55,14         | 14. у гр. Б   | Није се квалификовала | 29 / 31 |        |